# ISO 9000

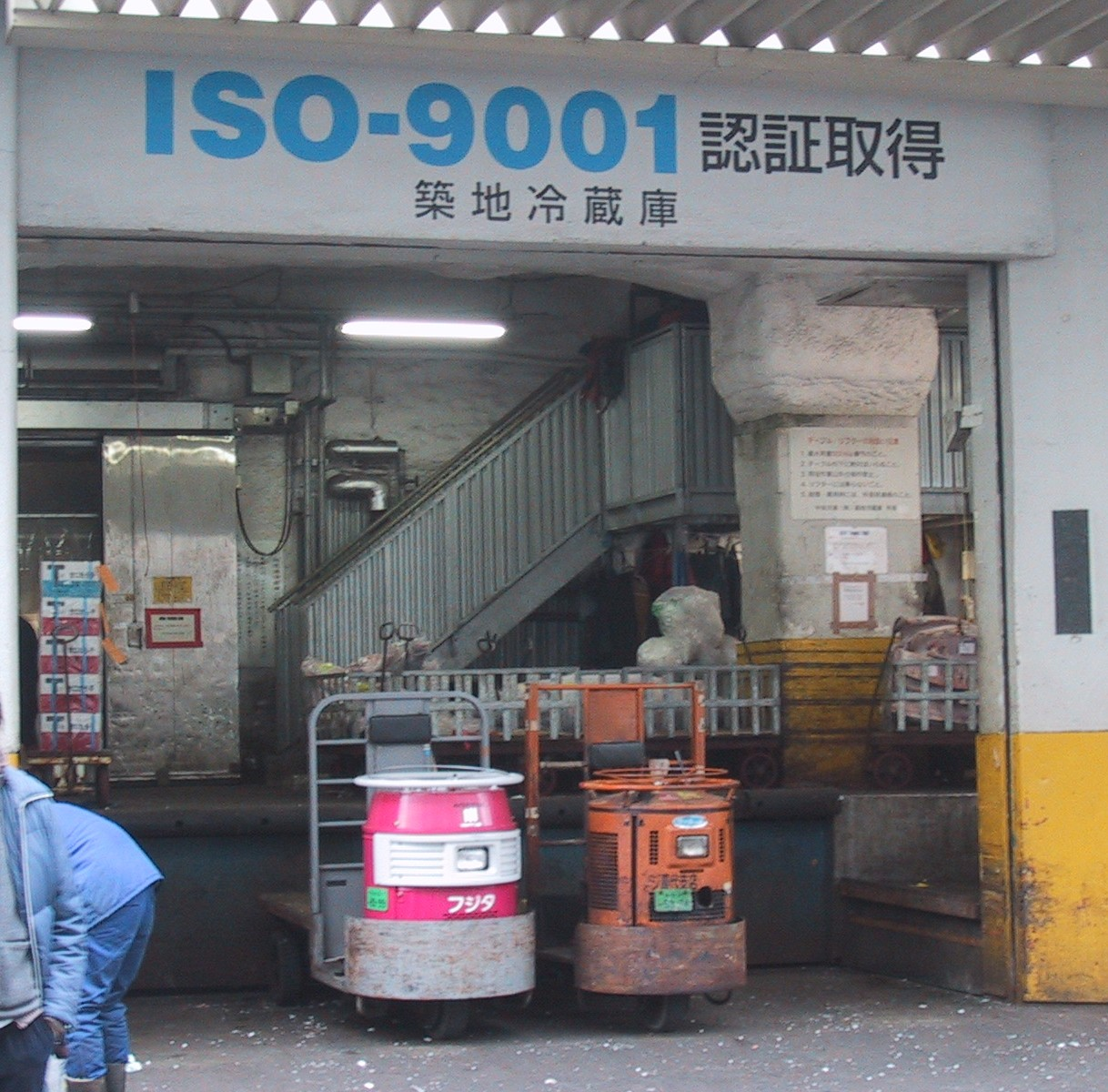
ISO 9001取得を掲示する倉庫（築地市場）

ISO 9000は、国際標準化機構 (ISO) による品質マネジメントシステムに関する規格の総称。
認証の対象となる、中核をなす規格はISO 9001である。
ISO 9001の前身規格は事業所の性格に応じてISO 9001、ISO 9002、ISO 9003に分かれ、現在も関連規格は9000番台が中心であることから、これらを ISO 9000 と称する。
対応する日本産業規格は「JIS Q 9000 品質マネジメントシステム − 基本及び用語」である。

## 品質の定義
ISO 9000で品質（英: Quality）は次のように定義される。
製品・サービス・組織・システムといったモノゴト（対象）は、それ自身に内在し永久不変の性質を様々もつ。例えばあるリンゴは固有の大きさ・糖度などを特性として有している。これらの集まりが明示的・暗黙的・義務的なニーズ・期待を満たす程度を品質という。
定義から明らかなように、品質は特性の強弱ではない。品質は特性と要求の一致度である。甘く高い糖度特性をもつリンゴがあるとする。このとき「このリンゴは糖度特性が高いので品質が良い」とはならない。リンゴが甘味処への卸売を予定していれば「高い糖度特性は甘味処のニーズと一致するので、このリンゴは品質が良い」となり、リンゴが観賞用であれば「糖度特性は見た目に影響せずサイズ特性も平凡で観賞に適さず、このリンゴは品質が低い」となる。
品質が特性と要求の一致度であるため、「高品質」が指すところは（異なる要求をもつ）文脈によって異なる。レストランでは「高品質=美味しい」かもしれないし、インテリアショップでは「高品質=美しい」かもしれない。
要求事項として考えられるものはさまざまである。一般に品質は4種に分類可能で、それぞれの場合の要求事項は具体的に以下となる。
1. 企画の品質: 製品で実現しようとしている特性に対する顧客の要求。
2. 設計の品質: 企画の段階で検討された特性の水準や品質仕様。
3. 製造の品質:  図面・仕様書などの設計文書。
4. サービスの品質: 調整、据え付け、消耗品の補給、不良品などへの対応に対する顧客の要求。

品質は製品に対する評価の基準の一つであるが、製品とは実体のある工業製品には限らない。ISO 9000シリーズでは、製品 (product) を、プロセスの成果、と定義し、それには輸送やソフトウェアなどの顧客に無形で提供されるものも製品に含めている。ISO 9000シリーズで使われている「製品」(product) の単語をこのような意味として理解すれば、ISO 9000シリーズは製造業に限らずサービス業にも適用することができ、実際適用されている。
品質という言葉が使われた歴史は古代ギリシャにまでさかのぼる。アリストテレスは何かを一般的に評価する基準として、数値、関係、組成、場所、時間などと一緒に品質を挙げている。

## 品質マネジメントシステム
ISO 9000 は、作業の最小単位は活動（英: activity）と称する。組織では予定された活動や不意に起こる活動が相互に関連しあいながら発生し、資源を製品へ変換または生産していると言える。相互作用する活動群に見いだされる、入力と出力をもった一連の秩序だった活動をプロセス（英: process）という。品質マネジメントシステムは複雑な活動のまとまりを秩序立ったプロセスの集合（システム）として理解し、このプロセスを設計・運用・改善することでシステムとそれが生む製品の品質をマネジメントする。プロセスアプローチ）。

## ISO 9000の歴史

### 品質マネジメントシステムの始まり
品質が現代的な意味で重要になったのは、流れ作業による大量生産が始まった20世紀に入ってからのことである。それまでは熟練工が個々の部品をそれぞれが組み合うように修正しながら組み立てていたが、流れ作業による大量生産では作業員は決められた作業に集中して遂行する方法がとりいれられた。例えば、ヘンリー・フォードの時代のフォードでは、原材料や工具の受領、設備のメンテナンス、品質管理などは、組み立て作業とは独立して、専門のグループが行うような組織が編成された。このような流れ作業による大量生産を実現するもっとも重要なポイントは、ベルトコンベアではなく、完全で一貫した部品の互換性である。その理由として、どの部品もそのままで互いに組み合わなければそもそも流れ作業が成り立たないからである。品質管理が重要になったのはそのためである。
製品・部品の個々の特性を個別に管理するだけでなく、品質マネジメントシステムとして、品質を管理・維持する仕組みを整える考え方は、最初は軍の資材調達で取り入れられている。1959年には、アメリカ軍がサプライヤーに対する要求としてMIL-Q-9858 「品質マネジメントプログラム」を作成した。これはアメリカ海軍のMIL-Q-21549やアメリカ空軍のAF1523を基に作られたもので、その後の1963年に、MIL-Q-9858Aに改定された。続いてNATOでも1968年にAQAP-1が制定された。

### 非軍事的分野での品質マネジメントシステム
軍事分野以外では、原子力エネルギーの分野で1971年に ANSI N45.2 「原子力発電所に関する品質保証プログラムの要求事項」が制定された。これは原子力発電所の設計・建設における品質保証プログラムを計画・実施する際の要求事項をまとめたものである。これは1977年にANSI 45.2-1977 「原子力機器に関する品質保証プログラムの要求事項」として、広く原子力産業の設備に適用できるように改められた。
1974年にイギリスで、英国規格協会 (BSI) が産業界からの要望に応えてBS 5179「品質保証システムの運用と評価の指針」を発表した。この BS 5179 の制定に刺激されて各業界がそれぞれ独自の指針を作成し始めるようになった。 この状態は1977年に全国経済開発局のレポート「技術産業における規格と仕様で報告され、同時に統一規格の作成が勧告された。この勧告を受けて作成され、1979年に制定された規格がBS 5709「品質システム」である。BS 5709は3部構成をなしており、第一部は「設計・製造・据付のための仕様」、第二部は「製造・据付のための仕様」、第三部は「最終検査および試験のための仕様」となっていた。

### ISO 9000シリーズの制定と改訂
ISO も品質管理システム規格の制定のためにISO/TC176技術委員会が1979年に組織される。 最初に ISO 8402:1986「品質-用語」が制定され、ISO 9000 シリーズが始まる。ISO 9001「品質システム-設計・開発、製造、据付における品質保証のためのモデル」、ISO 9002「品質システム-製造、据付における品質保証のためのモデル」、ISO 9003「品質システム-最終検査及び試験における品質保証のためのモデル」、ISO 9004「品質マネジメントおよび品質システムの要素-指針」はそれぞれ1987年に制定された。これらはBS 5709を基に作成されたものである。ISO 9001、ISO 9002、ISO 9003は、BS 5709の第一部、第二部、第三部にそれぞれ対応する。ISO 9004は、1981年にBS 5709に付け加えられた第四部から第六部をまとめたものに相当する。 
その後、ISO 9000シリーズは1994年に改定された。これはISO 9000シリーズの示す品質マネジメントシステムの導入のしやすさを狙うと同時に、時代に合わせた考え方を取り入れたものであった。
2000年にISO 9000シリーズは大幅に改定され、この2000年版のISO 9000シリーズが2013年現在のISO 9000シリーズの元になっている。それまでのISO 8402とISO 9000-1は統合され、新しくISO 9000「品質マネジメントシステム-基本と用語」とされた。事業所の性格に合わせて分けられていたISO 9001、ISO 9002、ISO 9003はまとめられてISO 9001「品質マネジメントシステム－要求事項」となり、ISO 11011は、ISO 19011として、品質マネジメントシステム以外のマネジメントシステムにも適用できる規格となった。ISO 9004は、番号は変更せずに内容が改定された。
2008年にもISO 9001の改定があったが、容易な語句へ改め、環境マネジメント規格のISO14001 と調整して用語を変更し、パラグラフの順番を変えるなどの軽微な変更にとどまっている。2013年はISO 9001:2008が現行規格である。
| 1994年版         | 2000年版                                                         | 2015年現在の版                                                                                              |
| ---------------- | ---------------------------------------------------------------- | --- |
| ISO 8402         | ISO 9000                                                         | ISO 9000:2015 Quality management systems — Fundamentals and vocabulary 品質マネジメントシステム－基礎と用語 |
| ISO 9000-1       | ISO 9000                                                         | ISO 9000:2015 Quality management systems — Fundamentals and vocabulary 品質マネジメントシステム－基礎と用語 |
| ISO 9001         | ISO 9001                                                         | ISO 9001:2015 Quality management systems — Requirements 品質マネジメントシステム-要求事項                   |
| ISO 9002         | ISO 9001                                                         | ISO 9001:2015 Quality management systems — Requirements 品質マネジメントシステム-要求事項                   |
| ISO 9003         | ISO 9001                                                         | ISO 9001:2015 Quality management systems — Requirements 品質マネジメントシステム-要求事項                   |
| ISO 9004-1,2,3,4 | ISO 9004 品質マネジメントシステム-パフォーマンス向上のための指針 | ISO 9004:2009 組織の持続的成功のための管理方法-品質マネジメントアプローチ(2016年に改訂予定)                 |
| ISO 10011        | ISO 19011                                                        | ISO 19011:2011 マネジメントシステム監査の指針                                                               |

## 旧ISO 9001、ISO 9002、ISO 9003および現行のISO 9001

### 特徴
2000年の改定前のISO 9001、ISO 9002、ISO 9003と2000年の改定以後のISO 9001(以下、特に発行年をつけて区別しない限り、これらをまとめてISO 9001とする)がISO 9000シリーズの中核をなす規格で、これらの規格が品質マネジメントシステムのモデルを提供する。このモデルを実現していると認定にされた事業所が、いわゆるISO 9001認定事業所である。
ISO 9001 は多くの企業が採用し、ISO 9001:2008 は170か国以上で100万以上の企業が導入している。ISO 9001が広く採用された理由を挙げる。
- 包括的であること: 効果的な品質マネジメントシステムを作り上げるために必要な要素がすべて網羅されている。
- 柔軟性があること: 品質管理に使用する具体的な方法・ツールは各事業体の選択にまかされている。
- 普遍性があること: さまざまな製品(商品・サービス)を市場に供給する事業体に適用できる。
- 組織的なサポートがあること:広く認知された団体が規格に変更を加えたり、第三者認証を行ったり、認定事業体のリストを保管したりしている。
- 客観的であること: 品質マネジメントシステムのモデルへの適合度の結果は広く知られている解釈がもとになっている。

ISO 9000の示す品質マネジメントモデルを導入した個々の企業や事業体の活動効果は議論もあるが、顧客はISO 9001の認証をサプライヤーに要請している。EUは ISO 9001 認証が市場参入のデファクトスタンダードとされ、事業者が認証申請する動機となる。業界により新規顧客の獲得、従来顧客の維持、マーケティング利益、などを期待して認証申請する場合もある。ISO 9001 の品質マネジメントモデルは、不良率減少、コスト削減、返品率低下などオペレーション成績の効果も期待できる。認証の成果は運用手腕による。

### 八つの品質マネジメント原則
ISO 9001:2000（およびISO 9001:2008-以下同様）は八つの品質マネジメント原則を基礎としており、経営者はこれらの原則を組織の実績を向上させるために使用することができる。
顧客重視 (Customer focus)
事業体の市場で占める位置というものは、ひとえに顧客をどれだけ獲得するかにかかっている。そのため、顧客の期待をできる限りよく理解することが必要である。顧客とはプロセスの成果としての製品 (無形の製品も含む) を受け取る人や組織のことであり、利益の追求が目的でない組織についても、顧客を定義することができる。
リーダーシップ (Leadership)
リーダーは組織の中にあって組織の目標と進むべき道を指し示す存在である。組織の人々が組織の目標を達成するために必要な環境を整えることもリーダーの役目である。リーダーシップだけで品質マネジメントを成功させることはできないが、他の7つの原則を適用して組織が何をしようとして、どこに向かっているか、リーダーシップによって組織の構成員に共有させる。
人々の参画 (Involvement of people)
組織のもっとも重要な要素は人である。組織の人々の能力や知識を最大限に発揮させるよう努力しなければならない。これはできる限り開かれた経営を行うことにも通じる。経営側が何を考えているのか全く分からないというような閉鎖的な仕組みは、組織の構成員にある種の不信感を与えるからである。
プロセスアプローチ (Process approach)
プロセスアプローチとは、例えばその事業体への情報・材料・エネルギー等のインプットに付加価値をつけて製品としてアウトプットするというプロセスに注目して、このプロセスを管理するという考え方である。そうではなくて、決められた手順を通りにやれば要求品質は達成されるはずであるから、自分は手順を守ることに専念して、その成果物を次のグループに渡せばよいというやり方があるとすれば、それはプロセスアプローチではない。プロセスの成果とプロセスに影響を及ぼす要素を直接管理するのがプロセスアプローチである。プロセスが主体であるから、当然それにかかわる各部署・グループ同士が効率よく柔軟に連携しなければプロセスを一体のものとして管理できない。
マネジメントへのシステムアプローチ (System approach to management)
ここでいうシステムとは、互いに関係があり、そして互いに影響しあう要素の集まりのことである。例えば、原材料から製品を作るというプロセスは、原材料受入プロセスから最終検査プロセスまで様々な要素プロセスに分けることができ、それぞれが関係しあっている。また、製品を作り出すにあたっては、機器保全の仕組み、勤怠管理の仕組みなど、様々な要素が多かれ少なかれ関係している。要素同士はお互いに影響しあい、ある要素に手を加えると、その影響はほかの要素にも及ぶ。品質マネジメントには、そのようなシステムを管理(マネジメント)しているという視点が必要である。
継続的改善 (Continuous improvement)
常により良い結果を探し求めることが必要である。良い結果とは、例えば、製品のばらつきをより少なくする、やり方をより効率的に (費用や手間の少ない方法に) するなどのことである。
意思決定への事実に基づくアプローチ (Factual approach to decision making)
客観的な事実を基に意思決定をするべきである。感じや印象で意思決定をするべきではない。客観的な事実を基に意思決定するには、まず客観的事実を認識する仕組みが必要になる。典型的な方法の一つは、記録を取りそれをきちんと保管する、というものである。
供給者との互恵関係 (Mutually beneficial supplier relationships)
顧客重視の原則から、事業体としては顧客の動向を探るとこばかりに目を向けがちになる。顧客の存在の上にビジネスが成り立っているのは事実だが、一方で部品や材料が供給者から供給されていることの上に事業がなりたっていることもまた事実である。品質だけについて見ても、供給者からの部品や材料の品質がそのまま、その事業体の製品の品質に結びついている。

### ISO 9001:2000の構成

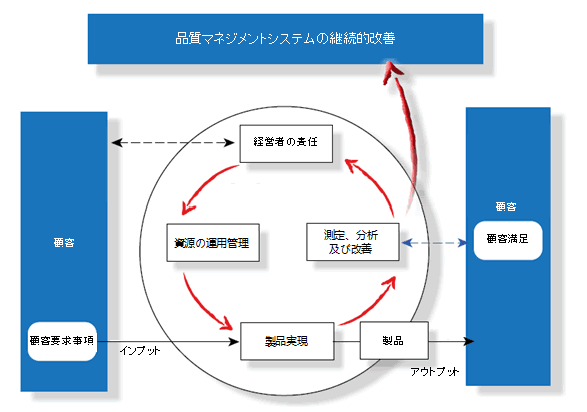
ISO 9001:2001 の品質マネジメントシステムモデル

ISO 9001:2000(およびISO 9001:2008-以下同様)は、以下のように構成されている。
〇章 序文
ISO 9001 にはシステムアプローチが適用されていることを強調する。同時にISO 9001 とISO 9004 との関係を説明し、また、他のマネジメントシステム (ISO 9001:2008 で具体的に挙げられているのは、環境マネジメントシステム規格である ISO 14001:2005) と統合して運用することができることを述べる。
一章-三章 適用範囲、関連規格、用語と定義
ISO 9001 は顧客の要求を満たす製品を供給し、顧客の満足度を強化することを目的とする組織に必要な要求事項を定めたもので、組織の形態、大きさ、製品の種別を問わず広く適用できるようにつくられていることを説明する。用語は ISO 9000 に定義されていることが述べられている。
四章 品質マネジメントシステム
組織は品質マネジメントシステムを確立し、文書化し、実際に運用し、維持し、継続的な改善を行っていかなければならないことを述べる。また、品質マニュアルを作成することを規定し、それを含めた文書や記録の管理方法に対する要求事項を規定する。
五章 経営者の責任
経営者は品質マネジメントシステムの導入と強化を責任をもってかかわりあっていることを示さなければならないことを規定する。具体的には、例えば顧客の要求がきちんと特定されており、製品が顧客の満足に結びついているよう組織を活動させるのは経営者の義務である。品質方針や品質目標もそれが適切に作られるようにすることも経営者の義務である。社内での様々な権限や責任を規定したり、社内のコミュニケーションの仕組み作りにも経営者は責任をもつ。また、経営者は定期的に組織の品質マネジメントシステムを点検しなけれはならない。
六章 資源の運用管理
資源とは、従業員や機械・設備、建物などのことである。まず、目的通りに製品を作るためにどのような資源が必要なのかを決める必要がある。従業員に適切な教育・トレーニングを行うこと、適切な労働環境を整えること、設備や建物 (インフラストラクチャー) を適切な状態に保つべきであることなどを規定する。
七章 製品実現
ISO 9001:2000では、製品を具体的に実際のものとすることを、計画、顧客との関係、設計・開発、購買、製造、測定機器の点検という六つのフェーズに分けて、それぞれのフェーズに必要な要求事項とを規定している。顧客との関係では、顧客から明示的・暗黙的に示された要求事項、法的な要求事項などを明確にすることや、顧客とのコミュニケーションの方法を確立することを求めている。
八章 測定、分析及び改善
顧客の満足度を調査したり、製品が要求仕様通りにできているかどうかを確かめたり、また品質マネジメントシステムのプロセス自身を確認することを求めている。収集したデータの分析から、このような確認・測定に必要な情報を手に入れるべきであるとしている。また、不具合は是正し、起こりうる問題を防止し、常に品質マネジメントシステムの改善に努めることを求めている。
つまり、経営者の責任において、顧客の存在を重要課題として企業活動の方針に取り込み、その方針を実現するために経営資源を調え、顧客の要求事項を具体的に製品として実現させ顧客に供給する。そして、それが本当に顧客の要求事項を実現し、顧客満足を得ているかどうかを測定・分析し、その結果を経営者にフィードバックする。同時に測定・分析の結果は品質マネジメントシステムの改善に役立てる、というのかISO 9001が示す品質マネジメントシステムのモデルである。

## 検証と妥当性確認 (Verification and Validation)
ISO 9000シリーズでは、検証と妥当性確認を以下のように定義している。
検証 (Verification)
客観的証拠を提示することによって、規定要求事項が満たされていることを確認すること。
妥当性確認 (Validation)
客観的証拠を提示することによって、特定の意図された用途又は適用に関する要求事項が満たされていることを確認すること。

## 他のISO 9000シリーズの規格
2013年現在、ISO 9000シリーズを構成するとされる規格は、ISO 9001:2008の他に以下のようなものがある

### ISO 9000
ISO 9000は国際標準化機構が制定する品質管理システムの基礎と用語に関する規格である。
規格番号は9000、名称は「Quality management systems — Fundamentals and vocabulary」である。ISO 9000シリーズ "Quality management systems" の1つ。本規格は品質管理システムの基本的な考え方を示し用語を定義している。例えば、八つの品質マネジメントの原則がISO 9000 シリーズの基礎をなしていることは、この規格で説明されている。
対応する日本産業規格は「JIS Q 9000 品質マネジメントシステム − 基本及び用語」である。
| 名称                                                                   | 発行年  | 対応JIS         |
| ---------------------------------------------------------------------- | ------- | --------------- |
| ISO 9000:2015 Quality management systems — Fundamentals and vocabulary | 2015-09 | JIS Q 9000:2015 |
| ISO 9000:2005 Quality management systems — Fundamentals and vocabulary | 2005-09 | JIS Q 9000:2006 |
| ISO 9000:2000 Quality management systems — Fundamentals and vocabulary | 2000-12 |                 |
| ISO 8402:1994 Quality management and quality assurance — Vocabulary    | 1994-03 |                 |
| ISO 8402:1986 Quality — Vocabulary                                     | 1986-06 |                 |

### ISO 9004 2009 組織の持続的成功のための管理方法-品質マネジメントアプローチ
本規格は組織が持続的な成功を実現するための手引きである。品質マネジメントシステムの持続的な成功とは、顧客や関係者の期待や必要に合った製品を長期にわたって持続的に供給できるということである。このことは組織の効率的なマネジメントによって実現することができる。ISO 9001:2000とは相互補完関係にあり、ISO 9001:2000 と容易に比較・対象できるようによく似た構成になっている。

### ISO 19011 2011 マネジメントシステム監査の指針
これはマネジメントシステム監査一般の指針で、品質マネジメントシステム以外にも、環境マネジメントシステム(ISO 14001)やサプライチェーン安全マネジメントシステム(ISO 28000)など他のマネジメントシステムの監査にも共通して使用する規格である。ただし、第三者機関によるマネジメントシステム認証のための監査は2011年度版からは外され、内部監査(自分の組織の自己監査)とサプライヤーに対する監査を対象にしている。第三者機関によるマネジメントシステム認証の監査の指針は、2006年に発効されたISO/IEC 17021(2013年現在の最新版はISO/ICE 17021:2011)が対象としている。

## ISO 9000シリーズを取り入れた産業別の独自規格
ISO 9001は様々な産業に適用することを想定しているため、特定の産業に対しては不十分であると考えられることもある。そのような場合に、ISO 9001を土台にし、それに変更・追加を加えた規格を各産業で独自に制定する場合がある。自動車業界は、このようなISO 9001ないしISO 9000シリーズを土台にした業界独自の品質マネジメントシステムの規格・制定を早い時期から始めていた。1991年にはVDA(ドイツ自動車工業会)がVDA6.1を発表した。これは当時のDIN EN ISO 9004 を基準にしたチェックシートで、新しい要求事項を付け加えることを意図したものではないが、自動車部品メーカーの品質管理システムを監査するために作られているので、自動車業界の標準的な考え方が反映されている。1994年にはアメリカのクライスラー、フォード、ゼネラルモーターズが統一の品質マネジメントシステム規格、QS-9000を発表した。これはISO 9000:1994の4章を発展させたもので、クライスラーのサプライヤー品質保証マニュアル、フォードのQ-101 品質システム規格、 ゼネラルモーターズのターゲット・フォー・エクセレンス(優秀たることへの目標)の内容も網羅している。その後、欧米の主要な自動車生産国の自動車工業会と各メーカーがIATF(国際自動車タスクフォース)を結成し、統一の品質管理システムの仕様である ISO/TS 16949 を作成した。
他の産業でも以下のような、ISO 9000 (特に ISO 9001 ) を発展させた独自の規格が制定されている。
- TickIT: 情報技術、ソフトウェアに関する品質管理システムのガイドライン。
- AS/EN/JIS Q 9100: 航空宇宙産業の品質管理システム規格
- TL 9000: 電話・通信産業の品質管理システム規格
- ISO 13485: 医療機器製造に関する品質管理システム規格
- ISO/IEC 90003: ソフトウェア業界の品質管理システム規格
- ISO/TS 29001: 石油化学業界の品質管理システム規格